# Казе Бералдо (Венеција)
Казе Бералдо (итал. Case Beraldo) је насеље у Италији у округу Венеција, региону Венето.
Према процени из 2011. у насељу је живело 55 становника. Насеље се налази на надморској висини од -3 м.